# Championnat du Niger de football 2014-2015
Navigation
Édition précédente Édition suivante
La saison 2014-2015 du Championnat du Niger de football est la quarante-cinquième édition de la Ligue 1, le championnat national de première division au Niger. Les quatorze équipes engagées sont regroupées au sein d'une poule unique où elles affrontent deux fois leurs adversaires, à domicile et à l'extérieur. En fin de saison, le dernier du classement est relégué tandis que le 13e affronte le vice-champion de D2.
C'est le club de l’AS Douanes qui remporte la compétition cette saison après avoir terminé en tête du classement final, avec sept points d'avance sur le Sahel SC et huit sur l'ASGNN, tenante du titre. C'est le second titre de champion du Niger de l'histoire du club, deux ans après le premier.

## Participants
- AS Douanes
- ASGNN
- ASFAN Niamey
- Espoir FC
- Zumunta AC
- Akokana FC
- Olympic Football Club de Niamey
- Urana FC
- AS Police - Promu de D2
- US Gendarmerie Nationale
- Kandadji Sport
- Dan Kassawa FC
- ASN Nigelec FC
- Sahel SC

## Compétition

### Classement
Le classement est établi sur le barème de points suivant : victoire à 3 points, match nul à 1, défaite à 0.
| Rang | Équipe                          | Pts | J  | G  | N  | P  | Bp | Bc | Diff |
| ---- | ------------------------------- | --- | -- | -- | -- | -- | -- | -- | ---- |
| 1    | AS Douanes                      | 55  | 26 | 16 | 7  | 3  | 45 | 24 | +21  |
| 2    | Sahel SC                        | 48  | 26 | 14 | 6  | 6  | 42 | 21 | +21  |
| 3    | ASGNNT                          | 47  | 26 | 13 | 8  | 5  | 30 | 13 | +17  |
| 4    | ASFAN Niamey                    | 46  | 26 | 12 | 10 | 4  | 35 | 18 | +17  |
| 5    | Olympic Football Club de Niamey | 42  | 26 | 12 | 6  | 8  | 33 | 26 | +7   |
| 6    | ASN Nigelec FC                  | 41  | 26 | 12 | 5  | 9  | 26 | 21 | +5   |
| 7    | Akokana FC                      | 38  | 26 | 10 | 8  | 8  | 24 | 22 | +2   |
| 8    | Dan Kassawa FC                  | 35  | 26 | 9  | 8  | 9  | 24 | 27 | -3   |
| 9    | AS PoliceP                      | 33  | 26 | 9  | 6  | 11 | 30 | 28 | +2   |
| 10   | US Gendarmerie Nationale        | 29  | 26 | 7  | 8  | 11 | 33 | 32 | +1   |
| 11   | Urana FC                        | 25  | 26 | 5  | 10 | 11 | 19 | 25 | -6   |
| 12   | Espoir FC                       | 21  | 26 | 4  | 9  | 13 | 16 | 41 | -25  |
| 13   | Kandadji Sport                  | 20  | 26 | 5  | 5  | 16 | 28 | 47 | -19  |
| 14   | Zumunta AC                      | 16  | 26 | 4  | 4  | 18 | 10 | 50 | -40  |

|  | Qualification pour la Ligue des champions de la CAF 2016 |
|  | Participation au barrage de promotion-relégation         |
|  | Relégation directe en deuxième division                  |
|  | T : Tenant du titre P : Promu de Deuxième division       |

### Matchs

#### Barrage de promotion-relégation
| Équipe 1       | Résultat      | Équipe 2                    |
| -------------- | ------------- | --------------------------- |
| Kandadji Sport | 0 - 0 7-8 tab | Tagour Provincial Club (D2) |

- Tabour Provincial Club prend la place de Kandadji Sport en Ligue 1.

## Bilan de la saison
| Championnat du Niger de football 2014-2015 |                        |
| Champion                                   | AS Douanes (2e titre)  |
| Coupes et trophées                         |                        |
| Vainqueur de la Coupe du Niger 2014-2015   | AS SONIDEP (D2)        |
| Qualifications continentales               |                        |
| Ligue des champions de la CAF 2016         | AS Douanes             |
| Coupe de la confédération 2016             | AS SONIDEP             |
| Promotions et relégations                  |                        |
| Promus en Ligue 1                          | Tagour Provincial Club |
| Promus en Ligue 1                          | AS SONIDEP             |
| Relégués en Deuxième division              | Kandadji Sport         |
| Relégués en Deuxième division              | Zumunta AC             |